# SKA Minsk
El SKA Minsk és un equip d'handbol de Belarús fundat el 1976 de la ciutat de Minsk. Actualment disputa la 1a Divisió d'handbol belarussa, si bé fins a la independència d'aquest país ho feu a la Lliga de l'antiga URSS, on fou un dels grans equips dominadors d'aquest esport.
Cal destacar el fet que l'equip ha guanyat 3 Copes d'Europa els anys 1987, 1989 i 1990, així com 2 Recopes d'Europa dels anys 1983 i 1988.

## Palmarès
- 3 Copes d'Europa: 1987, 1989 i 1990
- 2 Recopes d'Europa: 1983 i 1988
- 6 Lligues de l'URSS: 1981, 1984, 1985, 1986, 1988 i 1989
- 11 Lligues de Belarús: 1992, 1993, 1994, 1995, 1996, 1997, 1998, 1999, 2000, 2001 i 2002
- 3 Copes de l'URSS: 1980, 1981 i 1982